# Spathius capys
Spathius capys är en stekelart som beskrevs av Nixon 1943. Spathius capys ingår i släktet Spathius och familjen bracksteklar. Inga underarter finns listade i Catalogue of Life.